# Parco nazionale della Ciénaga de Zapata
Il Parco nazionale della Ciénaga de Zapata è un parco nazionale che si trova nella parte meridionale della provincia di Matanzas dell'isola di Cuba. 
Il 75% del territorio del parco è rappresentato da paludi e lagune salmastre, costituendo così la maggiore zona umida dei Caraibi, tutelata dalla Convenzione di Ramsar e inserita nella Rete mondiale di riserve della biosfera.

## Flora
Il parco ospita una varietà di ecosistemi che vanno dalle mangrovie costiere alla vegetazione acquatica delle lagune salmastre, dalla savana alla foresta costiera semidecidua.
Sono state censite oltre 900 specie vegetali, molte delle quali endemiche di Cuba. 
Nella mangrovia costiera sono presenti sia la mangrovia rossa (Rhizophora mangle) che la mangrovia nera (Avicennia germinans), in associazione con Laguncularia racemosa e Conocarpus erectus.
Le specie vegetali acquatiche delle lagune salmastre sono rappresentate da alghe dei generi Caulerpa, Halimeda e Pennicillus e dalla Thalassia testudinum, e, nelle zone a minore tasso di salinità, da piante acquatiche quali la ninfea gialla (Nuphar lutea) e la ninfea bianca (Nymphaea ampla). 

## Fauna
La grande varietà di ecosistemi favorisce la presenza di una notevole biodiversità.

Tra i mammiferi è segnalata la presenza di tre differenti specie di hutia: lo hutia di Desmarest (Capromys pilorides), lo hutia dalla coda prensile (Mysateles prehensilis) e lo hutia orecchiuto (Mesocapromys auritus); presente, seppur raro, anche il lamantino dei Caraibi (Trichechus manatus). 
Nel parco sono segnalate 31 specie di rettili tra cui la più numerosa popolazione nota di coccodrillo cubano (Crocodylus rhombifer), il coccodrillo americano (Crocodylus acutus), il boa di Cuba (Epicrates angulifer) e l'endemica lucertola Anolis luteogularis calceus.
Ma è soprattutto per la varietà dell'avifauna che il parco assume rilevanza: sono presenti oltre 175 specie di uccelli, tra i quali il rallo di Zapata (Cyanolimnas cerverai), lo scricciolo di Zapata (Ferminia cerverai) e il passero di Zapata (Torreornis inexpectata inexpectata) sono endemismi ristretti della riserva;  altre specie endemiche di Cuba presenti nell'area protetta sono l'amazzone cubana (Amazona leucocephala), la poiana nera cubana (Buteogallus gundlachii), il trogone cubano (Priotelus temnurus), il todo di Cuba (Todus multicolor), il colibrì di Elena (Mellisuga helenae), lo smeraldo cubano (Chlorostilbon ricordii), il parrocchetto di Cuba (Psittacara euops), la tortora quaglia testazzurra (Starnoenas cyanocephala) e la gru di Cuba (Grus canadensis nesiotes).